# Ascosia pandora
Ascosia pandora is een mosdiertjessoort uit de familie van de Ascosiidae. De wetenschappelijke naam van de soort is voor het eerst geldig gepubliceerd in 1882 door Jullien.